# Botch
Botch war eine US-amerikanische Math- und Metalcore-Band aus Tacoma, Washington, die im Jahr 1993 gegründet wurde und sich 2002 auflöste.

## Bandgeschichte
Im Jahre 1993 gründeten die Schulfreunde Dave Verellen (Gesang), Dave Knudson (E-Gitarre), Brian Cook (E-Bass, Gesang) und Tim Latona (Schlagzeug) die Band Botch. Sie begannen erste Songs zu schreiben und nahmen 1995 ihr erstes Demo auf. 1997 veröffentlichte die Band die Kompilation The Unifying Themes of Sex, Death and Religion unter Excursion Records. Der Tonträger enthielt die Lieder der bereits erschienenen Singles Faction und The John Birch Conspiracy Theory sowie das Lied I Just Can't Live Without it, das auf der Kompilation Anti Death Penalty bereits erschienen war.
Nachdem die Band einen Plattenvertrag beim Label Hydra Head Records unterschrieben hatte, erschien im Mai 1998 anschließend das zweite Album der Band unter dem Namen American Nervoso. Es folgte im November 1999 das dritte Album We Are the Romans. 2002 löste sich die Band schließlich auf. Zwischen 2006 und 2007 veröffentlichte Hydra Head Records einige Alben wieder neu.
Nach der Auflösung von Botch waren die Musiker an verschiedenen neu gegründeten Bands aus der Gegend um Seattle beteiligt, darunter Minus the Bear, Russian Circles und These Arms Are Snakes.

## Stil
Die Band gilt als wichtiger Vertreter des Mathcore und Metalcore. Die Liedstrukturen sind komplex gehalten und der Gesang sehr aggressiv.

## Diskografie

### Studioalben
- 1998: American Nervoso (Hydra Head Records)
- 1999: We Are the Romans (Hydra Head Records)

### EPs
- 1994: Blind…From Youth Installed (Selbstvertrieb)
- 1995: Faction (World of Hurt Records/Threshold Records)
- 1996: The John Birch Conspiracy Theory (Phyte Records)
- 2002: An Anthology of Dead Ends (Hydra Head Records)

### Kompilationen
- 1997: The Unifying Themes of Sex, Death and Religion (Excursion Records)
- 2002: Unifying Themes Redux (Excursion Records)

### Split-CDs
- 1997: Split mit nineironspitfire, Indecision Records
- 1999: The Edge of Quarrel (Split mit Murder City Devils, Excursion Records)
- 1999: In These Black Days Vol. V (Split 7" mit Cave In, Hydra Head Records)